# The Chills
The Chills est un groupe d'indie pop néo-zélandais, originaire de Dunedin. Il s'agit essentiellement du projet du chanteur compositeur Martin Phillipps, seul membre présent dans le groupe en permanence depuis sa formation,,. Le groupe a à son actif cinq albums. Il fait partie des groupes fréquemment associés au Dunedin sound.

## Biographie

### Débuts et première séparation (1980–1983)
Le chanteur Martin Phillipps forme The Chills en 1980 avec sa sœur Rachel Phillipps aux claviers, et Jane Dodd à la basse après la séparation de son groupe punk rock The Same. Il recrute le guitariste Peter Gutteridge et le batteur Alan Haig. Le premier groupe de Phillipps, The Same, était formé en 1978 et a joué avec des groupes comme Toy Love et The Enemy.
The Chills est initialement signé au label Flying Nun Records et est l'un des quatre groupes ayant participé à l'EP Dunedin Double en 1982. À cette période, le groupe comprend Martin Phillipps, Alan Haig, le claviériste Frazer Batts et le bassiste Terry Moore. L'un des morceaux, Kaleidoscope World, sera leur signature à leurs débuts. Rachel Phillipps revient (remplaçant Batts) et Martyn Bull remplace Haig à la batterie pour le single Rolling Moon.

### Retour et succès international (1984–1992)
Après la mort de Bull en juillet 1983 (à cause d'une leucémie), les Chills changent de nom pour celui de A Wrinkle in Time, Phillipps ne souhaitant pas continuer de jouer sous leur ancien nom afin de respecter la mémoire de leur ami disparu. Le changement de nom est bref, et aucun enregistrement n'est effectué.
Le groupe se rebaptise de nouveau The Chills ; à ce stade, il reste un projet solo de Martin Phillipps. En 1984, les membres sont notamment Terry Moore, Alan Haig, Peter Allison, David Kilgour, Steven Schayer, Martin Kean, Justin Harwood, Caroline Easther, Jimmy James Stephenson, et Jillian Dempster. Plusieurs de ces musiciens participeront au succès des groupes The Verlaines et Luna. Le groupe publie le single Pink Frost en 1984, qui devient leur meilleur succès. Il est à l'origine enregistré en 1982 par le trio Martin Phillipps, Terry Moore et Martyn Bull, avant d'être réédité en 1984. Ce singleest suivi par le single Doledrums, un EP six titres intitulé The Lost EP.
En 1986, le groupe sort le hit international I Love My Leather Jacket enregistré au Point Studio, par Danny Hyde. I Love My Leather Jacket est dédié au regretté batteur Bull. The Chills sortent finalement leur premier album, Kaleidoscope World, en 1986 ; l'album est une compilation de différents singles, morceaux d'EP et chansons de l'EP Dunedin Double. Le groupe sort son véritable album, Brave Words, en 1987. Le groupe passe l'année 1987 (février à mi-décembre) à soutenir son album en Europe. En 1990, le groupe signe un contrat de distribution international avec Slash Records, succursale de Warner Brothers en Amérique du Nord.

### Second retour (depuis 1995)

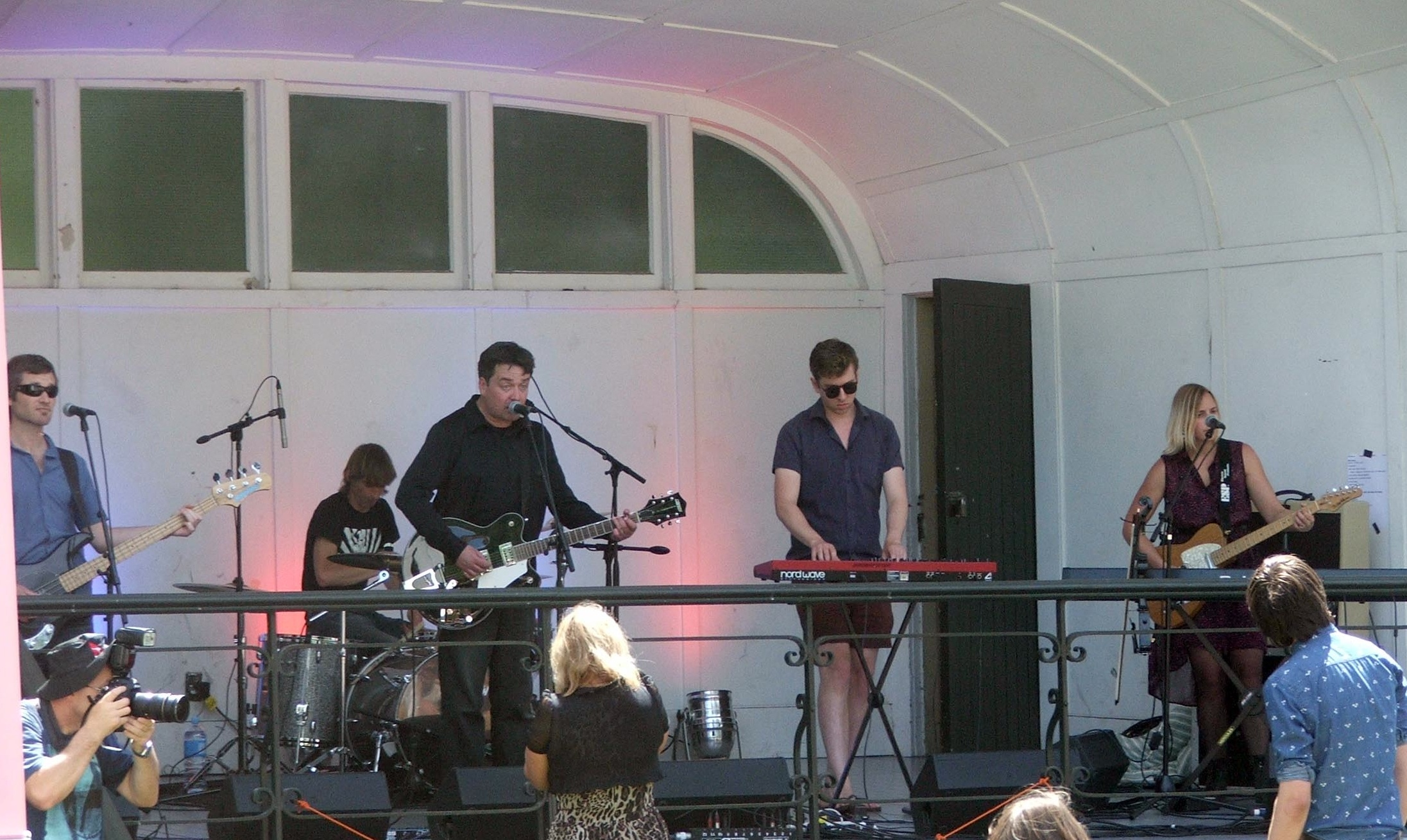
The Chills en concert au Dunedin Botanic Gardens, en janvier 2013.

Phillipps annonce la dissolution des Chills après la tournée Soft Bomb, et se joint à David Kilgour dans un cover band appelé The Pop Art Toasters, qui sortira un EP homonyme en 1994. Peu après la dissolution des Toasters; Phillipps reforme encore les Chills.
Pendant la majeure partie de la fin des années 1990, cependant, Phillipps se retrouve affaibli à cause d'une hépatite C, un effet secondaire lié à la prise de drogues. Il publie un album solo de démos (Sketch Book: Volume One) en 1999 ; les démos datent d'entre 1988 et 1995. En 2000, un coffret triple-CD des Chills qui comprend morceaux live, démos, sessions radio et autres raretés, intitulé Secret Box, est publié. En 2004, un mini-album huit pistes des Chills, intitulé Stand By, est publié.
En mai 2010, le groupe joue deux concerts en Australie, leur première hors de la Nouvelle-Zélande depuis 1996. Trois ans plus tard, neuf ans tenus loin du studio d'enregistrement, un nouveau single intitulé Molten Gold est publié pour le 50e anniversaire de Martin Phillipps le 2 juillet 2013. En octobre 2015, le groupe sort Silver Bullets, leur premier album en 19 ans. En février 2017, le groupe sort la chanson Conversation Piece de David Bowie.
Martin Philipps meurt le 28 juillet 2024. Au moment de sa mort un album baptisé Spring Board : The Early Unrecorded Songs était en cours d'enregistrement. Il est publié en 2025 par Fire Records.